# Ocotea nunesiana
Ocotea nunesiana är en lagerväxtart som först beskrevs av Vattimo-gil, och fick sitt nu gällande namn av Baitello. Ocotea nunesiana ingår i släktet Ocotea och familjen lagerväxter. Inga underarter finns listade i Catalogue of Life.